# Râul Galben, Gilort
Râul Galben sau Râul Galbena sau Râul Galbenu este un curs de apă, afluent al râului Gilort.

## Hărți
- Harta Munților Parâng [nefuncțională – arhivă]